# Liste der Baudenkmäler in Tiefenbach (Oberpfalz)

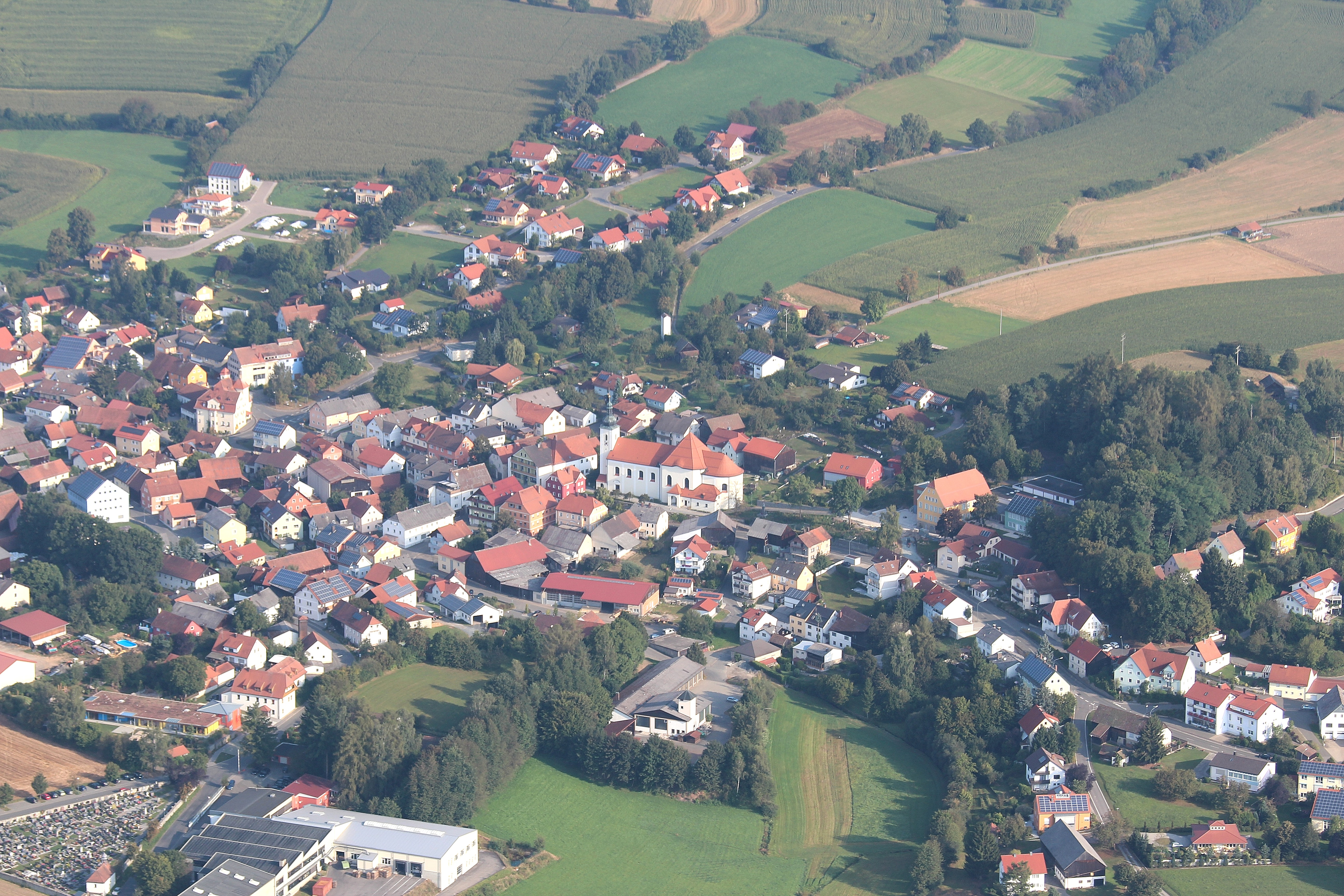
Tiefenbach aus der Luft

Auf dieser Seite sind die Baudenkmäler in der Oberpfälzer Gemeinde Tiefenbach zusammengestellt. Diese Tabelle ist eine Teilliste der Liste der Baudenkmäler in Bayern. Grundlage ist die Bayerische Denkmalliste, die auf Basis des Bayerischen Denkmalschutzgesetzes vom 1. Oktober 1973 erstmals erstellt wurde und seither durch das Bayerische Landesamt für Denkmalpflege geführt wird. Die folgenden Angaben ersetzen nicht die rechtsverbindliche Auskunft der Denkmalschutzbehörde.

## Baudenkmäler nach Gemeindeteilen

### Tiefenbach
| Lage                                          | Objekt                                          | Beschreibung | Akten-Nr.    | Bild                                   |
| --------------------------------------------- | ----------------------------------------------- | --- | ------------ | -------------------------------------- |
| Am Kalvarienberg 5; Hauptstraße 19 (Standort) | Katholische Pfarrkirche St. Vitus               | Saalbau mit abgewalmtem Satteldach, halbrundem Chor mit Walmdach, Querhaus und Fassadenturm mit Zwiebelhaube, Langhaus und Westturm 1719–21, Turmlaterne 1759, östliche Langhauserweiterung und Chor 1914, neubarock; mit Ausstattung. Die Deckenbilder im Chor (Engel) und in der Vierung (Anbetung des Altarsakraments als umlaufende Prozession mit Heiligen) gemalt 1914 von dem Kunstmaler Josef Wittmann | D-3-72-163-2 | weitere Bilder                         |
| Hauptstraße 16 (Standort)                     | Pfarrhof                                        | Zweigeschossiger und traufständiger Halbwalmdachbau mit Gesimsgliederung, bezeichnet mit 1821 | D-3-72-163-1 | Pfarrhof                               |
| Hauptstraße 33 (Standort)                     | Rathaus, ehemalige Klöppelschule                | Eingeschossiger und giebelständiger, gestelzter Halbwalmdachbau mit Eckerker und verschaltem Giebelschrot, um 1912 | D-3-72-163-3 | Rathaus, ehemalige Klöppelschule       |
| Irlacher Straße 2 (Standort)                  | Brauereigasthof Russenbräu                      | Gegliederter zweigeschossiger Mansard- und Mansardwalmdachbau mit Erker, Zwerchgiebel und vorkragender Giebelfront, neubarock, um 1910 | D-3-72-163-5 | Brauereigasthof Russenbräu             |
| Michelsthal (Standort)                        | Kreuzschlepper, sogenannter Steinerner Herrgott | Auf Inschriftsockel, Granit, 18./19. Jahrhundert | D-3-72-163-8 | weitere Bilder                         |
| Nähe Hauptstraße (Standort)                   | Kriegerdenkmal mit Figur des hl. Georg          | Kriegerdenkmal für 1914–18 und 1939–45, Figur auf Inschriftpfeiler und gestuftem Sockel, Granit und Tuffstein, 1923 | D-3-72-163-4 | Kriegerdenkmal mit Figur des hl. Georg |
| Nähe Irlacher Straße (Standort)               | Steinkreuz, sogenanntes Hussitenkreuz           | Lateinische Form mit Relief, Granit, wohl spätmittelalterlich | D-3-72-163-7 | Steinkreuz, sogenanntes Hussitenkreuz  |
| Sonnenstraße 24 (Standort)                    | Katholisches Jugendhaus                         | Ein- bis zweigeschossige Zweiflügelanlage mit Halbwalmdächern und Giebelschroten, um 1910 | D-3-72-163-6 | weitere Bilder                         |

### Breitenried
| Lage                      | Objekt  | Beschreibung                                                                                          | Akten-Nr.     | Bild           |
| ------------------------- | ------- | --- | ------------- | -------------- |
| Breitenried 22 (Standort) | Kapelle | Giebelständiger und abgewalmter Satteldachbau mit Dachreiter, frühes 19. Jahrhundert; mit Ausstattung | D-3-72-163-10 | weitere Bilder |

### Charlottenthal
| Lage                         | Objekt  | Beschreibung                                                                                                  | Akten-Nr.     | Bild    |
| ---------------------------- | ------- | --- | ------------- | ------- |
| In Charlottenthal (Standort) | Kapelle | Giebelständiger und abgewalmter Satteldachbau, 18. Jahrhundert, im 19. Jahrhundert verändert; mit Ausstattung | D-3-72-163-11 | Kapelle |

### Hammertiefenbach
| Lage                 | Objekt                   | Beschreibung                                                                                                 | Akten-Nr.     | Bild           |
| -------------------- | ------------------------ | --- | ------------- | -------------- |
| Hammer 12 (Standort) | Ehemaliges Hammerschloss | Zweigeschossiger Walmdachbau mit Treppenhausrisalit und Stufengiebel, klassizistisch, Anfang 19. Jahrhundert | D-3-72-163-12 | weitere Bilder |

### Hannesried
| Lage                           | Objekt                                          | Beschreibung | Akten-Nr.     | Bild                                            |
| ------------------------------ | ----------------------------------------------- | --- | ------------- | ----------------------------------------------- |
| Böhmerwaldstraße 12 (Standort) | Schönbrunner-Kapelle                            | Giebelständiger und gewölbter Satteldachbau mit Quellfassung an der Altarseite, bezeichnet mit 1746, 2. Hälfte 19. Jahrhundert | D-3-72-163-17 | weitere Bilder                                  |
| Hannesried 52 (Standort)       | Waldlerhaus                                     | Eingeschossiger und traufständiger Blockbau mit verschalter Giebelfront und Kniestock, Mitte 19. Jahrhundert                   | D-3-72-163-15 | Waldlerhaus                                     |
| In Hannesried (Standort)       | Alte Dorfkapelle, jetzt Gefallenengedenkkapelle | Traufständiger Saalbau mit Satteldach, eingezogenem Chor und Fassadenturm mit Zwiebelhaube, im Kern 18. Jahrhundert            | D-3-72-163-16 | Alte Dorfkapelle, jetzt Gefallenengedenkkapelle |

### Irlach
| Lage                | Objekt     | Beschreibung                                                              | Akten-Nr.     | Bild           |
| ------------------- | ---------- | ------------------------------------------------------------------------- | ------------- | -------------- |
| Irlach 4 (Standort) | Bauernhaus | Eingeschossiger und traufständiger Halbwalmdachbau, Mitte 19. Jahrhundert | D-3-72-163-19 | weitere Bilder |

### Katzelsried
| Lage                     | Objekt  | Beschreibung                                                                          | Akten-Nr.     | Bild           |
| ------------------------ | ------- | ------------------------------------------------------------------------------------- | ------------- | -------------- |
| Katzelsried 9 (Standort) | Kapelle | Giebelständiger und abgewalmter Satteldachbau, Mitte 19. Jahrhundert; mit Ausstattung | D-3-72-163-20 | weitere Bilder |

### Plößhöfe
| Lage                 | Objekt     | Beschreibung                                                                                          | Akten-Nr.     | Bild           |
| -------------------- | ---------- | --- | ------------- | -------------- |
| Eigenholz (Standort) | Wegkapelle | Giebelständiger und abgewalmter Satteldachbau mit Dachreiter, spätes 19. Jahrhundert; mit Ausstattung | D-3-72-163-21 | weitere Bilder |

### Schönau
| Lage                           | Objekt                                  | Beschreibung | Akten-Nr.     | Bild           |
| ------------------------------ | --------------------------------------- | --- | ------------- | -------------- |
| Böhmerwaldstraße 12 (Standort) | Hüttenhof                               | Zweigeschossiger Halbwalmdachbau, um 1600; Schafstall mit Heuboden, traufständiger Satteldachbau mit Blockbau-Kniestock, wohl 19. Jahrhundert     | D-3-72-163-23 | Hüttenhof      |
| Dorfstraße 13 (Standort)       | Wohnhaus                                | Eingeschossiger und giebelständiger Halbwalmdachbau, 1. Hälfte 19. Jahrhundert                                                                    | D-3-72-163-24 | Wohnhaus       |
| Laurentiusstraße 8 (Standort)  | Katholische Filialkirche St. Laurentius | Giebelständiger Saalbau mit Satteldach, eingezogener Apsis und Fassadenturm mit Spitzdach, Mitte 19. Jahrhundert, Choranbau 1954; mit Ausstattung | D-3-72-163-22 | weitere Bilder |

### Steinlohe
| Lage                    | Objekt                                          | Beschreibung | Akten-Nr.     | Bild           |
| ----------------------- | ----------------------------------------------- | --- | ------------- | -------------- |
| Steinlohe 73 (Standort) | Katholische Wallfahrtskapelle Unsere Liebe Frau | Giebelständiger Saalbau über kreuzförmigem Grundriss, mit eingezogener Apsis, Walmdächern und Dachreiter mit Welscher Haube, 1845; mit Ausstattung | D-3-72-163-26 | weitere Bilder |